# کینرلی
کینرلی (به انگلیسی: Kinnerley) یک روستا و محله مدنی در بریتانیا است که در Shropshire واقع شده‌است. کینرلی ۱٬۱۰۸ نفر جمعیت دارد.